# Gundam École du Ciel
Gundam École du ciel (機動戦士ガンダム: 天空の学,?, Kidō Senshi Gandamu: Tenku no gaku) è un manga scritto e disegnato da Haruhiko Mikimoto, con il mecha design di Yoshinori Sayama, ambientato nell'Universal Century della saga di Gundam.

## Trama
La storia è incentrata sulle vicende di Asuna Elmarit, giovane cadetta della "Scuola del cielo" in Canada, dove nell'anno 0085 UC la Federazione Terrestre forma i suoi piloti di mobile suit. La trama mescola i momenti della vita quotidiana dei cadetti con le vicende belliche, alternando momenti romantici e drammatici all'azione, e descrive il percorso psicologico dei protagonisti, che lentamente realizzano l'atrocità della guerra per cui si stanno addestrando.

## Pubblicazione
Il manga è stato pubblicato in Giappone dal 18 dicembre 2001 al 26 febbraio 2011 sulla rivista mensile Gundam Ace della Kadokawa Shoten, nonché in versione tankōbon, edita dalla stessa casa editrice.
L'edizione italiana curata dalla Star Comics, con la traduzione di Rie Zushi e l'adattamento di Guglielmo Signora, riproduce l'edizione tankōbon giapponese. La serie venne pubblicata dal 2 novembre 2004 al 25 gennaio 2012.

### Volumi
| Prima parte: Montreal (5 volumi) | |                        |                   |                        |
| 1                                | 22 novembre 2002 | ISBN 978-4-04-713520-8 | 2 novembre 2004   | ISBN 978-88-226-0153-7 |
| 1                                | Capitoli - 1. La scuola del cielo - 2. Asuna Elmarit - 3. Un combattimento simulato - 4. Il punto d'impatto - 5. La giusta dote                             |                        |                   |                        |
| 2                                | 29 luglio 2003 | ISBN 978-4-04-713564-2 | 2 marzo 2005      | ISBN 978-88-226-0154-4 |
| 2                                | Capitoli - 6. Keep Out - 7. La svolta decisiva - 8. Nello spazio... - 9. Esercitazioni nello spazio - 10. Ritrovarsi - Speciale. Asuna si iscrive all'École |                        |                   |                        |
| 3                                | 24 marzo 2004 | ISBN 978-4-04-713612-0 | 26 settembre 2005 | ISBN 978-88-226-0155-1 |
| 3                                | Capitoli - 11. Haruka Elmarit - 12. Premonizione - 13. Newtype - 14. L'avvicinamento - 15. Lo scontro - 16. Qualcosa in movimento                           |                        |                   |                        |
| 4                                | 23 luglio 2004 | ISBN 978-4-04-713641-0 | 24 gennaio 2006   | ISBN 978-88-226-0156-8 |
| 4                                | Capitoli - 17. Pilotaggio a distanza - 18. Funerale spaziale - 19. Attacco a sorpresa - 20. Due contro uno - 21. Il risveglio                               |                        |                   |                        |
| Seconda parte: Marie (4 volumi)  | |                        |                   |                        |
| 5                                | 13 dicembre 2004 (ed. limitata) 21 dicembre 2004 (ed. regolare)                                                                                             | ISBN 978-4-04-713687-8 | 25 settembre 2006 | ISBN 978-88-226-0157-5 |
| 5                                | Capitoli - 22. La verità - 1. I pirati - 2. La novellina - 3. Il rapimento - 4. Ricordi                                                                     |                        |                   |                        |
| 6                                | 24 maggio 2005 | ISBN 978-4-04-713723-3 | 24 maggio 2007    | ISBN 978-88-226-0158-2 |
| 6                                | Capitoli - 5. Colonia Island 1 - 6. La resistenza - 7. Amici - 8. Il talento - 9. Aiuto dall'aldilà - 10. Trial                                             |                        |                   |                        |
| 7                                | 21 ottobre 2005 | ISBN 978-4-04-713752-3 | 28 gennaio 2008   | ISBN 978-88-226-0159-9 |
| 7                                | Capitoli - 11. Jack Baird - 12. L'orologio - 13. L'ostaggio - 14. La decisione - 15. La fuga                                                                |                        |                   |                        |
| Terza parte (5 volumi)           | |                        |                   |                        |
| 8                                | 23 marzo 2006 | ISBN 978-4-04-713802-5 | 25 settembre 2008 | ISBN 978-88-226-0160-5 |
| 8                                | Capitoli - 16. Marie Albertia - 1. Dakar - 2. Un nuovo combattimento - 3. Un essere umano potenziato - 4. Il nuovo modello                                  |                        |                   |                        |
| 9                                | 24 ottobre 2006 | ISBN 978-4-04-713854-4 | 26 marzo 2009     | ISBN 978-88-226-0161-2 |
| 9                                | Capitoli - 5. Le Cygne - 6. Il battesimo del fuoco - 7. La bella e la bestia - 8. Stress - 9. Return match - 10. La nave da trasporto                       |                        |                   |                        |
| 10                               | 23 agosto 2007 | ISBN 978-4-04-713936-7 | 23 settembre 2009 | ISBN 978-88-226-0162-9 |
| 11                               | 24 giugno 2008 | ISBN 978-4-04-715076-8 | 24 marzo 2010     | ISBN 978-88-226-0163-6 |
| 12                               | 24 marzo 2011 | ISBN 978-4-04-715666-1 | 25 gennaio 2012   | ISBN 978-88-226-0164-3 |